# Joy Harjo

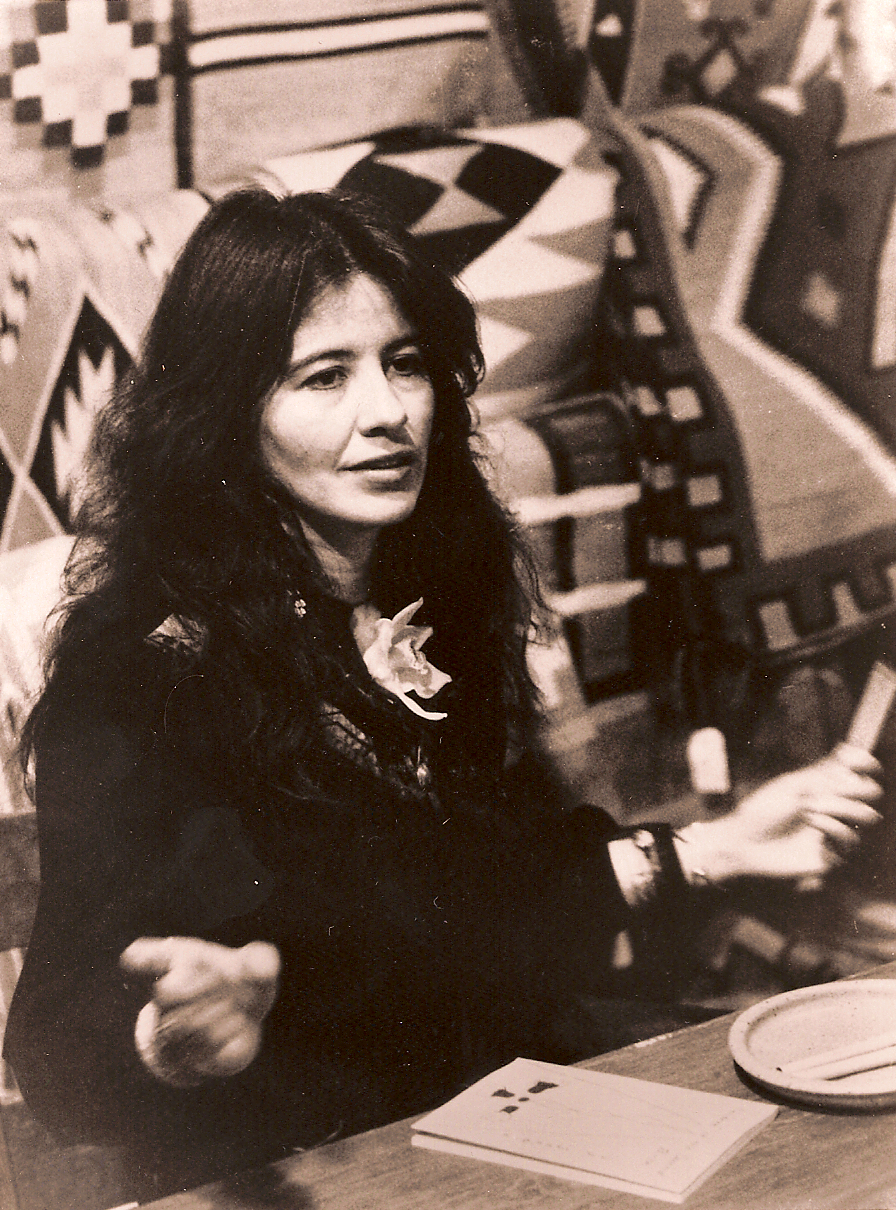
Joy Harjo

Joy Harjo (* 9. Mai 1951 in Tulsa, Oklahoma) ist eine US-amerikanische Dichterin, Musikerin, Dramatikerin und Autorin. Sie ist die 23. Poet Laureate der Vereinigten Staaten und die erste amerikanische Ureinwohnerin, der diese Ehre 2019 zuteilwurde.

## Biographie
Joy Harjo ist eine Angehörige des Muskogee-Volkes. Nach der Schule studierte sie zunächst Kunst und Theater. Später begann sie damit, Gedichte zu schreiben.
In Denver spielte Harjo in einer Band. Sie wollte das Singen erlernen und kombinierte Jazz und Rock mit ihren Gedichten.
Ihre Gedichte schickte sie an verschiedene Zeitungen wie z. B. Massachusetts Review, The Bloomsbury Review, American Voice, Kenyon Review, Beloit Poetry Review, Greenfield Review und Puerto del Sol.
Von 1980 bis 1995 arbeitete sie an verschiedenen Universitäten als Lektorin, Professorin oder assistierende Professorin. Später unterrichtete sie noch an der University of California in Los Angeles.
Als erste Angehörige eines Volks der amerikanischen Ureinwohner war Joy Harjo von 2019 bis 2022 Poet Laureate der Library of Congress. 2020 wurde Harjo in die American Academy of Arts and Sciences gewählt, 2021 in die American Academy of Arts and Letters und in die American Philosophical Society.
Am 25. Juli 2022 wurde ein Asteroid nach ihr benannt: (43574) Joyharjo.

## Bibliographie
- Reinventing the Enemy's Language: Contemporary Native Women's Writing of North America, W. W. Norton & Company 1998
- Map to the Next World: Poems and Tales, W. W. Norton & Company 2001